# Miraumont
Miraumont is een gemeente in het Franse departement Somme in de regio Hauts-de-France en telt 655 inwoners (1999). De plaats maakt deel uit van het arrondissement Péronne.

## Geschiedenis
Miraumont werd vrij vroeg in de Eerste Wereldoorlog bezet door de Duitsers. Maar bij de strategische terugtrekking van hun troepen tot de Hindenburglinie werd deze gemeente op 24 en 25 februari 1917 door de geallieerden ingenomen. In het voorjaar van 1918 werd Miraumont echter opnieuw door de Duitse troepen tijdens hun lenteoffensief veroverd. Uiteindelijk namen eenheden van de 42nd (East Lancashire) Division de gemeente op 24 augustus 1918 definitief in.

## Geografie
De oppervlakte van Miraumont bedraagt 14,0 km², de bevolkingsdichtheid is 46,8 inwoners per km². In Miraumont ontspringt de Ancre, een zijrivier van de Somme.

## Verkeer en vervoer
In de gemeente ligt spoorwegstation Miraumont.
De onderstaande kaart toont de ligging van Miraumont met de belangrijkste infrastructuur en aangrenzende gemeenten.

## Demografie
Onderstaande figuur toont het verloop van het inwonertal (bron: INSEE-tellingen).